# Сонода, Рюдзи
Рюдзи Сонода (яп. 園田 隆二; род. 16 сентября 1973, Омута, Фукуока) — японский дзюдоист, чемпион и призёр чемпионатов Японии, призёр чемпионатов Азии и Азиатских игр, чемпион и призёр чемпионатов мира.

## Карьера
Выступал в суперлёгкой (до 60 кг) и полулёгкой (до 65 кг) весовых категориях. Чемпион (1993, 1995), серебряный (1996, 1998) и бронзовый (1992, 1994, 1997, 1999) призёр чемпионатов Японии. Победитель (1994) и бронзовый призёр (1992, 1996) престижного международного турнира памяти Дзигоро Кано. В 1994 году взял серебро Азиатских игр в Хиросиме. В 1997 году стал бронзовым призёром чемпионата Азии в Маниле. Чемпион (1993) и бронзовый призёр (1995) чемпионатов мира.